# Groene nachtorchis
De groene nachtorchis (Dactylorhiza viridis, synoniem: Coeloglossum viride) is een groene tot licht roodbruine orchidee van 6-30 cm hoog. De plant leeft gemiddeld slechts drie jaar. De bloeitijd is, afhankelijk van de vindplaats, van begin mei tot begin juli.

## Ecologie
De soort is voornamelijk te vinden op onbemeste graslanden met zwak zure tot licht kalkhoudende grond.

### Syntaxonomie
Groene nachtorchis geldt als kensoort voor de associatie van betonie en gevinde kortsteel (Betonico-Brachypodietum).

## Verspreiding
De groene nachtorchis komt in koude en gematigde streken van het noordelijk halfrond voor tot op een hoogte van 2900 m. In Nederland is de plant zeer zeldzaam en komt alleen op enkele plaatsen in Zuid-Limburg voor.

## Bescherming
De groene nachtorchis verspreidt een zwakke geur die lijkt op honing. Daarmee trekt ze bestuivers zoals kevers, bijen, hommels en wespen aan. De plant is  beschermd in Nederland en België en staat op de Nederlandse rode lijst voor planten van 2000 als zeer zeldzaam en sterk afgenomen. Ze staat ook op de Belgische rode lijst voor planten.